# Масимо Качари
Масимо Качари (на италиански: Massimo Cacciari) е италиански политик и философ.
Роден е на 5 юни 1944 година във Венеция в семейството на лекар. През 1967 година завършва философия в Падуанския университет, след което преподава във висши училища.
През 1976 – 1983 година е депутат от Италианската комунистическа партия. През следващите години заема по-умерени позиции, като участва в центристки партии. От 2010 година оглавява своята регионална партия „Към севера“.
На 2 пъти, през 1993 – 2000 и 2005 – 2010 година е кмет на Венеция. В периода от 1999 до 2004 година е депутат в Европейския парламент.